# Deucalión (hijo de Minos)
En la mitología griega, Deucalión (en griego: Δευκᾶλίων, -ωνος; latín: Deucalǐon, -ōnis) era uno de los hijos de Minos y rey de Creta. Fue padre y abuelo, respectivamente, de los dos caudillos cretenses durante la guerra de Troya, esto es, Idomeneo y Meríones. Los hay quienes dicen en cambio que ambos caudillos eran hermanos.
De entre las fuentes más antiguas, en la Ilíada ya se nos hace referencia a su abolengo: «Zeus primero engendró a Minos, bastión para Creta; Minos, a su vez, tuvo un hijo, el intachable Deucalión, y Deucalión me engendró a mí (Idomeneo), soberano de muchos hombres en la ancha Creta». En los textos hesiódicos también se habla de Deucalión en términos similares: «desde Creta la pretendía (a Helena) la gran fuerza de Idomeneo, hijo de Deucalión, de la estirpe del insigne Minos».
Fuentes posteriores ya definieron bien su filiación, haciéndolo hijo de Minos y Pasífae, su esposa tradicional, o bien la madre de Deucalión es Creta, hija de Asterio. El mismo autor dice que Deucalión tuvo, además de a Idomeneo, una hija llamada también Creta, y además de a sus hijos legítimos también tuvo un hijo bastardo: Molo. Tzetzes es el único autor que nos habla acerca de la esposa de Deucalión, a la que llama Cleopatra, personaje por otra parte desconocido.
Las únicas participaciones de Deucalión en los mitos que se conocen apuntan al ciclo mitológico que unía Creta con Atenas. Unos dicen que Deucalión, siendo el rey de Creta, decidió formar una alianza con los atenienses a través del matrimonio de su hermana Fedra con el héroe ático por excelencia, Teseo. Como es fama este matrimonio no tuvo un final feliz. También se dice que el propio Deucalión, que era hostil a los atenienses, fue muerto a manos de Teseo, quien consiguió liberar a Dédalo en el proceso y lo condujo de nuevo a Atenas. Teseo mató a Deucalión en la puertas del propio laberinto de Creta.
Higino añade confusamente que Deucalión fue además uno de los argonautas e incluso que antes participó en la cacería de Calidón, siendo el único autor en expresar esta opinión.